# Borgo metropolitano di Rochdale
Rochdale è un borgo metropolitano della Grande Manchester, Inghilterra, Regno Unito, con sede nella località omonima.

## Storia

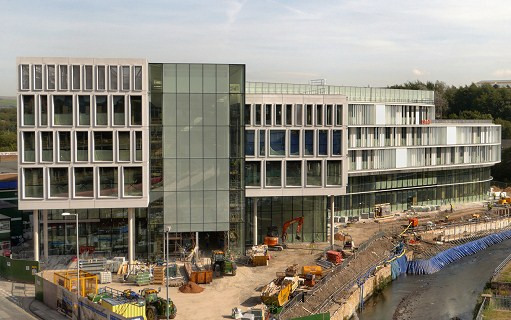
Il Number One

Il distretto fu creato con il Local Government Act 1972, il 1º aprile 1974 dalla fusione del precedente county borough di Rochdale con i borghi municipali di Heywood e Middleton e distretti urbani di Littleborough, Milnrow e Wardle.

## Località
- Heywood
- Littleborough
- Middleton
- Milnrow
- Rochdale
- Wardle